# Шестак Володимир Володимирович
Володимир Володимирович Шеста́к (нар. 1 квітня 1916, Жмеринка — 1984) — український радянський режисер, заслужений діяч мистецтв УРСР з 1978 року, заслужений артист УРСР. Член КПРС з 1966 року, член UNIMA.

## Біографія
Народився 1 квітня 1916 року в місті Жмеринці (тепер Вінницька область, Україна). В професійному мистецтві — з 1937 року. В 1945—1980 роках працював у Вінницькому театрі ляльок.
Помер восени 1984 року.

## Вистави
- «Котигорошок» Г. Усача;
- «Великий Іван» С. Образцова;
- «Донька білої берези» А. М'ястківського;
- «Сорочинський ярмарок», «Майська ніч» за М. Гоголем;
- «Маленька фея» В. Рабадана.